# Bádminton en los XXI Juegos Centroamericanos y del Caribe
Se detallan los resultados de las competiciones deportivas para la especialidad de Bádminton
en los XXI Juegos Centroamericanos y del Caribe.

## Bádminton
El campeón de la especialidad Bádminton fue  México.

### Medallero
Los resultados del medallero por información de la Organización de los Juegos Mayagüez 2010
fueron:

#### Medallero Total
País anfitrión en negrilla. La tabla se encuentra ordenada por la cantidad de medallas de oro.
| Núm.  | País                 | Oro | Plata | Bronce | Total | Orden por Total |
| ----- | -------------------- | --- | ----- | ------ | ----- | --------------- |
| 1     | México               | 3   | 2     | 4      | 9     | 1               |
| 2     | Guatemala            | 3   | 1     | 3      | 7     | 2               |
| 3     | Jamaica              | 1   | 2     | 2      | 5     | 3               |
| 4     | Puerto Rico          | 0   | 2     | 1      | 3     | 4               |
| 5     | República Dominicana | 0   | 0     | 2      | 2     | 5               |
| 6     | Surinam              | 0   | 0     | 1      | 1     | 6               |
| 6     | Trinidad y Tobago    | 0   | 0     | 1      | 1     | 6               |
| TOTAL | TOTAL                | 7   | 7     | 14     | 28    |                 |

Fuente: Organización de los XXI Juegos Centroamericanos y del Caribe

#### Medallero por Género
País anfitrión en negrilla. La tabla se encuentra ordenada por la cantidad de medallas de oro.
| Clasificación por Oro | País                 | Hombres | Hombres | Hombres | Hombres | Mujeres | Mujeres | Mujeres | Mujeres | Mixtos | Mixtos | Mixtos | Mixtos | TOTAL | Clasificación por Total |
| Clasificación por Oro | País                 |         |         |         | Total   |         |         |         | Total   |        |        |        | Total  | TOTAL | Clasificación por Total |
| 1                     | México               | 0       | 1       | 2       | 3       | 3       | 1       | 1       | 5       | 0      | 0      | 1      | 1      | 9     | 1                       |
| 2                     | Guatemala            | 3       | 1       | 0       | 4       | 0       | 0       | 2       | 2       | 0      | 0      | 1      | 1      | 7     | 2                       |
| 3                     | Jamaica              | 0       | 1       | 2       | 3       | 0       | 0       | 0       | 0       | 1      | 1      | 0      | 2      | 5     | 3                       |
| 4                     | Puerto Rico          | 0       | 0       | 0       | 0       | 0       | 2       | 1       | 3       | 0      | 0      | 0      | 0      | 3     | 4                       |
| 5                     | República Dominicana | 0       | 0       | 0       | 0       | 0       | 0       | 2       | 2       | 0      | 0      | 0      | 0      | 2     | 5                       |
| 6                     | Surinam              | 0       | 0       | 1       | 1       | 0       | 0       | 0       | 0       | 0      | 0      | 0      | 0      | 1     | 6                       |
| 6                     | Trinidad y Tobago    | 0       | 0       | 1       | 1       | 0       | 0       | 0       | 0       | 0      | 0      | 0      | 0      | 1     | 6                       |
| TOTAL                 | TOTAL                | 3       | 3       | 6       | 12      | 3       | 3       | 6       | 12      | 1      | 1      | 2      | 4      | 28    |                         |

Fuente: Organización de los XXI Juegos Centroamericanos y del Caribe

### Múltiples Ganadores
El tablero de multimedallas para la de los XXI Juegos Centroamericanos y del Caribe Mayagüez 2010 
presenta a los deportistas destacados que conquistaron más de una medalla en las competiciones de Bádminton realizadas en Mayagüez, Puerto Rico.
Fuente: 
Organización de los XXI Juegos Centroamericanos y del Caribe Mayagüez 2010. 
| Clasificación del País | Clasificación del Total | Deportista        | País        | Disciplina |   |   |   | Total |
| 1                      | 26                      | Victoria Montero  | México      | Bádminton  | 3 | 0 | 1 | 4     |
| 2                      | 29                      | Kevin Cordon      | Guatemala   | Bádminton  | 3 | 0 | 0 | 3     |
| 3                      | 72                      | Cynthia González  | México      | Bádminton  | 2 | 1 | 0 | 3     |
| 4                      | 89                      | Rodolfo Ramírez   | Guatemala   | Bádminton  | 2 | 0 | 1 | 3     |
| 5                      | 156                     | Garron Palmer     | Jamaica     | Bádminton  | 1 | 1 | 1 | 3     |
| 6                      | 174                     | Pedro Yang        | Guatemala   | Bádminton  | 1 | 1 | 0 | 2     |
| 7                      | 226                     | Haramara Gaitan   | México      | Bádminton  | 1 | 0 | 1 | 2     |
| 7                      | 226                     | Mariana Ugalde    | México      | Bádminton  | 1 | 0 | 1 | 2     |
| 9                      | 284                     | Gareth Henry      | Jamaica     | Bádminton  | 0 | 2 | 2 | 4     |
| 10                     | 298                     | Jaylene Forrester | Puerto Rico | Bádminton  | 0 | 2 | 0 | 2     |
| 10                     | 298                     | Keara González    | Puerto Rico | Bádminton  | 0 | 2 | 0 | 2     |